# Wenceslau Braz (Paraná)
Wenceslau Braz is een gemeente in de Braziliaanse deelstaat Paraná. De gemeente telt 31.090 inwoners (schatting 2009).

## Geboren
- Anselmo Vendrechovski Júnior, "Juninho" (1982), voetballer